# Dan Aykroyd
Daniel Edward Aykroyd, CM OOnt (/ˈækrɔɪd/ AK-royd; sinh ngày 1 tháng 7 năm 1952) là một diễn viên, nhà sản xuất, diễn viên hài, nhạc sĩ và nhà làm phim người Canada, là thành viên ban đầu của "Not Ready for Prime Time Players" trên Saturday Night Live (1975–1979). Vở hài kịch ngắn mà ông trình diễn cùng với John Belushi trên SNL, the Blues Brothers, đã trở thành một ban nhạc biểu diễn thực tế và sau đó là bộ phim năm 1980 mang tên The Blues Brothers.
Ông nảy sinh ý tưởng và đóng vai chính trong phim Ghostbusters (1984), tạo ra phần tiếp theo và cuối cùng là toàn bộ thương hiệu truyền thông. Năm 1990, ông được đề cử Giải Oscar cho Nam diễn viên phụ xuất sắc nhất cho bộ phim Driving Miss Daisy năm 1989. Ông đóng vai chính trong bộ phim sitcom của riêng mình nhan đề Soul Man (1997–1998). Aykroyd còn là một doanh nhân đồng sáng lập chuỗi tụ điểm âm nhạc House of Blues và nhãn hiệu rượu Crystal Head Vodka.

## Tiểu sử
Aykroyd chào đời ngày 1 tháng 7 năm 1952 (Ngày Canada) tại Bệnh viện Ottawa ở Ottawa, Ontario, Canada. Ông lớn lên ở Ottawa, thủ đô Canada, nơi cha ông, Samuel Cuthbert Peter Hugh Aykroyd, một kỹ sư xây dựng, từng làm cố vấn chính sách cho Thủ tướng Canada Pierre Trudeau. Mẹ ông, Lorraine Hélène Marie (nhũ danh Gougeon) (27 tháng 4 năm 1918 – 8 tháng 2 năm 2018), là thư ký. Mẹ là người Canada gốc Pháp và cha là người Anh, Scotland, Ireland, Pháp và Hà Lan. Em trai ông tên Peter, cũng là một diễn viên.
Aykroyd được sinh ra với ngón tay có màng, hay còn gọi là ngón dính, được tiết lộ trong phim Mr. Mike's Mondo Video và trong một bộ phim ngắn trên Saturday Night Live có tựa đề "Don't Look Back In Anger". Aykroyd lớn lên trong Nhà thờ Công giáo, và cho đến năm 17 tuổi, ông bổng nảy ý định trở thành một linh mục. Ông theo học các trường trung học St. Pius X và St. Patrick's, đồng thời học tội phạm học và xã hội học tại Đại học Carleton, nhưng đã bỏ học trước khi hoàn thành chương trình học của mình. Ông từng phải diễn hài trong các câu lạc bộ đêm khác nhau của Canada và điều hành một quán rượu ngoài giờ, Club 505, ở Toronto trong vài năm.
Từ khi còn nhỏ, Aykroyd đã phải vật lộn với các triệu chứng của hội chứng Tourette và hội chứng Asperger. Kinh nghiệm nghề nghiệp đầu tiên của Aykroyd, mà ông có được ở tuổi 17, là một thành viên trong dàn diễn viên của loạt phim hài ngắn của Canada mang tên The Hart and Lorne Terrific Hour với Lorne Michaels, cùng những người khác. Ông từng là thành viên của đoàn hài kịch Second City vào năm 1973 ở cả Toronto và Chicago.
Aykroyd nổi tiếng trong chương trình hài kịch đêm khuya Saturday Night Live (SNL) của Mỹ. Lúc đầu ông được thuê và trả 278 đô la một tuần, với tư cách là người viết kịch bản cho chương trình, nhưng đã trở thành một phần của dàn diễn viên trước khi bộ phim công chiếu. Dàn diễn viên ban đầu được nhắc đến trong chương trình là "The Not Ready For Prime Time Players". là thành viên trẻ nhất trong dàn diễn viên, và đã xuất hiện trong chương trình trong bốn mùa đầu tiên, từ năm 1975–1979. Ông đã mang đến sự nhạy cảm độc đáo cho chương trình, kết hợp giữa tuổi trẻ, sở thích bất thường, tài năng đóng giả và một cường độ làm việc gần như điên rồ. Người dẫn chương trình khách mời Eric Idle của Monty Python nói rằng khả năng viết và diễn xuất các nhân vật của Aykroyd một cách hoàn hảo khiến ông trở thành thành viên duy nhất của dàn diễn viên SNL có khả năng trở thành Python.
Aykroyd được nhiều người biết đến nhờ việc đóng giả những người nổi tiếng như Jimmy Carter, Vincent Price, Richard Nixon, Rod Serling, Tom Snyder, Julia Child, và những người khác. Ông cũng được biết đến với các vai diễn định kỳ, chẳng hạn như Beldar, cha của gia đình Coneheads; với Steve Martin, Yortuk Festrunk, một trong hai anh em người Séc của phim "Two Wild and Crazy Guys"; người dẫn chương trình truyền hình cáp đêm khuya nhếch nhác E. Buzz Miller và anh họ của anh ta, nhà sản xuất đồ chơi và trang phục trẻ em Irwin Mainway (người đã ca ngợi các đức tính và bảo vệ sự an toàn của loại đồ chơi "Bag-o-Glass", có lẽ là lãnh đạo bán lẻ của dòng đồ chơi "Bag-o"); Fred Garvin – mại dâm nam; và nhà phê bình Leonard Pinth-Garnell cao lớn nhưng có lông mày thấp. Ông cũng đồng tổ chức phân đoạn "Weekend Update" trong một mùa với Jane Curtin, được biết đến đặc biệt với các cuộc tranh luận quan điểm của họ sôi động với những lời xúc phạm cá nhân ác ý bao gồm câu cửa miệng của ông "Jane, con điếm ngu dốt".

## Đời tư
Aykroyd đã đính hôn trong thời gian ngắn với nữ diễn viên Carrie Fisher. Ông cầu hôn cô trên phim trường The Blues Brothers trong cảnh quay bạn gái bị hắt hủi của Jake Blues của John Belushi khi đang cố giết cả hai anh em. Cuộc đính hôn kết thúc khi cô làm hòa với bạn trai cũ, nhạc sĩ Paul Simon. Năm 1983, ông kết hôn với nữ diễn viên Donna Dixon; họ gặp nhau trên phim trường Doctor Detroit phát hành cùng năm. Họ tiếp tục xuất hiện cùng nhau trong bốn bộ phim bổ sung: Spies Like Us (1985); Twilight Zone: The Movie (1983); The Couch Trip (1988); và Exit to Eden (1994). Họ có với nhau ba cô con gái, Danielle (nổi tiếng với nghệ danh Vera Sola), Stella và Belle.
Aykroyd vẫn giữ gốc gác Canada với tư cách là một cư dân lâu năm của Sydenham, Ontario, với bất động sản của mình trên Hồ Loughborough.
Trong một cuộc phỏng vấn NPR năm 2004 với người dẫn chương trình Terry Gross, Aykroyd cho biết ông từng được chẩn đoán khi còn nhỏ tuổi bị mắc hội chứng Tourette (TS) cũng như hội chứng Asperger (AS). Ông tuyên bố rằng TS của ông đã được điều trị thành công bằng liệu pháp. Vào năm 2015, ông kể lại trong một cuộc phỏng vấn của HuffPost Show với người dẫn chương trình Roy Sekoff và Marc Lamont Hill rằng AS của mình "chưa bao giờ được chẩn đoán", mà là "kiểu tự chẩn đoán" dựa trên một số đặc điểm của riêng ông.
Aykroyd là cựu chỉ huy dự bị của sở cảnh sát ở Harahan, Louisiana, làm việc dưới quyền Cảnh sát trưởng Peter Dale. Aykroyd luôn mang theo huy hiệu của mình. Ông hiện là phó sĩ quan dự bị của Sở Cảnh sát trưởng Quận Hinds ở Quận Hinds, Mississippi. Aykroyd còn hỗ trợ đội sĩ quan dự bị bằng một buổi hòa nhạc gây quỹ cùng với các ca sĩ nhạc blues và phúc âm khác ở Mississippi.
Aykroyd đam mê không gian ngoài trời, địa chất và cổ sinh vật học mà anh cho rằng đã xem cha mình làm việc xây dựng Đường Gatineau Parkway, bao gồm việc cho nổ qua các thành tạo đá granit để làm thành đường cao tốc. Niềm đam mê này đã khiến Aykroyd tham gia cùng nhà cổ sinh vật học nổi tiếng người Canada, Tiến sĩ Philip J. Currie vào một số cuộc khai quật, bao gồm cả các cuộc khai quật gây quỹ và gala với tư cách là người gây quỹ cho việc xây dựng Bảo tàng Khủng long Philip J. Currie tại Wembley, Alberta. Để ghi nhận những đóng góp của Aykroyd, nhà hát của bảo tàng được đặt tên là Nhà hát Gia đình Aykroyd.

### Tâm linh và UFO
Aykroyd tự coi mình là một người theo thuyết duy linh, nói rằng:
Tôi là một người theo thuyết duy linh, một người tự hào đeo huy hiệu chủ nghĩa duy linh. Thông linh và nghiên cứu tâm linh đã diễn ra trong nhiều, nhiều năm.... Rất nhiều người đã nhìn thấy linh hồn, nghe thấy một giọng nói, hoặc cảm thấy nhiệt độ lạnh. Tôi tin rằng chúng ở giữa đây và ở đó, chúng tồn tại giữa chiều không gian thứ tư và thứ năm, và chúng thường xuyên đến thăm chúng ta.
Ông cố của Aykroyd, một nha sĩ, là một nhà huyền bí học đã trao đổi thư từ với nhà văn Sir Arthur Conan Doyle về chủ đề Tâm linh, và là thành viên của Hội Lily Dale. Ngoài thuyết duy linh, Aykroyd còn quan tâm đến nhiều khía cạnh khác của hiện tượng huyền bí, đặc biệt là UFO. Ông hiện là thành viên trọn đời và là cố vấn chính thức của Hollywood cho Mạng lưới UFO Song phương. Cùng với những sở trường này, từ năm 1996 đến năm 2000, ông làm việc với tư cách là "người dẫn chương trình" của Psi Factor: Chronicles of the Paranormal, với tuyên bố mô tả các trường hợp được rút ra từ kho lưu trữ của "Văn phòng Điều tra và Nghiên cứu Khoa học". Năm 2005, Aykroyd sản xuất DVD mang tên Dan Aykroyd: Unplugged on UFOs.
Aykroyd từng được nhà nghiên cứu UFO David Sereda phỏng vấn trong 80 phút nhằm thảo luận sâu về nhiều khía cạnh của hiện tượng UFO.
Ngày 29 tháng 9 năm 2009, Peter Aykroyd Sr., cha của Dan, đã xuất bản một cuốn sách có tựa đề A History of Ghosts. Cuốn sách này ghi lại lịch sử tham gia của gia đình vào phong trào Duy linh, mà Aykroyd dễ dàng đề cập đến. Aykroyd đã viết lời giới thiệu và cùng cha tham gia một loạt các hoạt động quảng bá sách, bao gồm buổi ra mắt ở New York và Toronto, xuất hiện trên kênh Larry King Live và Coast to Coast AM, và nhiều sáng kiến quan hệ công chúng khác. Năm 1997, Ủy ban Điều tra Hoài nghi (CSICOP)  đã trao tặng Aykroyd giải thưởng Snuffed Candle Award do vắng mặt vì đã tổ chức Psi Factor và là người "người quảng bá lâu dài... cho những câu chuyện huyền bí". Sau giải thưởng, Joe Nickell đã viết thư cho Aykroyd yêu cầu nghiên cứu đằng sau "vụ việc" được trình bày trên Psi Factor, đặc biệt là tuyên bố rằng các nhà khoa học NASA đã "bị giết trong khi điều tra một vụ rơi thiên thạch và những quả trứng khổng lồ được tìm thấy và ấp, sinh ra một con bọ chét có kích thước như vậy của một con lợn".

## Phim tham gia

### Phim điện ảnh
| Năm  | Tên gọi                                        | Vai diễn                            | Chú thích                                     |
| ---- | ---------------------------------------------- | ----------------------------------- | --------------------------------------------- |
| 1977 | Love at First Sight                            | Roy                                 |                                               |
| 1979 | Mr. Mike's Mondo Video                         | Jack Lord Priest / Chính mình       |                                               |
| 1979 | 1941                                           | Sgt. Frank Tree                     |                                               |
| 1980 | The Blues Brothers                             | Elwood J. Blues                     | Kiêm biên kịch                                |
| 1981 | Neighbors                                      | Vic Zeck                            |                                               |
| 1982 | It Came from Hollywood                         | Chính mình                          | Phim tài liệu                                 |
| 1983 | Doctor Detroit                                 | Clifford Skridlow / Doctor Detroit  |                                               |
| 1983 | Trading Places                                 | Louis Winthorpe III                 |                                               |
| 1983 | Twilight Zone: The Movie                       | Lái xe chở khách / cứu thương       |                                               |
| 1984 | Ghostbusters                                   | Dr. Raymond Stantz                  | Kiêm biên kịch                                |
| 1984 | Indiana Jones and the Temple of Doom           | Art Weber                           | Khách mời                                     |
| 1984 | Nothing Lasts Forever                          | Buck Heller                         |                                               |
| 1985 | Into the Night                                 | Herb                                |                                               |
| 1985 | Spies Like Us                                  | Austin Millbarge                    | Kiêm biên kịch                                |
| 1987 | Dragnet                                        | Sgt. Joe Friday                     | Kiêm biên kịch                                |
| 1988 | The Couch Trip                                 | John W. Burns, Jr.                  |                                               |
| 1988 | The Great Outdoors                             | Roman Craig                         |                                               |
| 1988 | Caddyshack II                                  | Capt. Tom Everett                   |                                               |
| 1988 | My Stepmother Is an Alien                      | Steven Mills                        |                                               |
| 1989 | Driving Miss Daisy                             | Boolie Werthan                      |                                               |
| 1989 | Ghostbusters II                                | Dr. Raymond Stantz                  | Kiêm biên kịch                                |
| 1990 | Loose Cannons                                  | Ellis Fielding                      |                                               |
| 1990 | Masters of Menace                              | Johnny Lewis                        |                                               |
| 1991 | My Girl                                        | Harry Sultenfuss                    |                                               |
| 1991 | Nothing but Trouble                            | Judge Alvin "J.P" Valkenheiser Bobo | Kiêm biên kịch và đạo diễn                    |
| 1992 | Chaplin                                        | Mack Sennett                        |                                               |
| 1992 | Sneakers                                       | Mother                              |                                               |
| 1992 | This Is My Life                                | Arnold Moss                         |                                               |
| 1993 | Coneheads                                      | Beldar Conehead                     | Kiêm biên kịch                                |
| 1994 | A Century of Cinema                            | Chính mình                          | Phim tài liệu                                 |
| 1994 | Exit to Eden                                   | Fred Lavery                         |                                               |
| 1994 | My Girl 2                                      | Harry Sultenfuss                    |                                               |
| 1994 | North                                          | Pa Tex                              |                                               |
| 1995 | Canadian Bacon                                 | OPP Officer                         | Khách mời không được ghi tên ê kíp cuối phim  |
| 1995 | Casper (filmphimCasper                         | Dr. Raymond Stantz                  | Khách mời không được ghi tên ê kíp cuối phim  |
| 1995 | The Random Factor                              | Dexter                              | Vai lồng tiếng                                |
| 1995 | Tommy Boy                                      | Ray Zalinsky                        |                                               |
| 1996 | Rainbow                                        | Sheriff Wyatt Hampton               |                                               |
| 1996 | Celtic Pride                                   | Jimmy Flaherty                      |                                               |
| 1996 | Feeling Minnesota                              | Det. Ben Costikyan                  |                                               |
| 1996 | My Fellow Americans                            | President William Haney             |                                               |
| 1996 | Getting Away with Murder                       | Jack Lambert                        |                                               |
| 1996 | Sgt. Bilko                                     | Colonel John T. Hall                |                                               |
| 1997 | Grosse Pointe Blank                            | Grocer                              |                                               |
| 1998 | Antz                                           | Chip                                | Vai lồng tiếng                                |
| 1998 | Blues Brothers 2000                            | Elwood J. Blues                     | Kiêm biên kịch và nhà sản xuất                |
| 1998 | Susan's Plan                                   | Bob                                 |                                               |
| 1999 | Diamonds                                       | Lance Agensky                       |                                               |
| 2000 | The House of Mirth                             | Gus Trenor                          |                                               |
| 2000 | Loser                                          | Dad                                 |                                               |
| 2000 | Stardom                                        | Barry Levine                        |                                               |
| 2001 | The Curse of the Jade Scorpion                 | Chris Magruder                      |                                               |
| 2001 | Evolution                                      | Governor Lewis                      |                                               |
| 2001 | The Frank Truth                                | Chính mình                          | Phim tài liệu                                 |
| 2001 | On the Nose                                    | Dr. Barry Davis                     |                                               |
| 2001 | Pearl Harbor                                   | Capt. Thurman                       |                                               |
| 2002 | Crossroads                                     | Pete Wagner                         |                                               |
| 2002 | Unconditional Love                             | Max Beasly                          |                                               |
| 2003 | Bright Young Things                            | Lord Monomark                       |                                               |
| 2003 | Shortcut to Happiness                          | Julius Jenson                       |                                               |
| 2004 | Christmas with the Kranks                      | Vic Frohmeyer                       |                                               |
| 2004 | 50 First Dates                                 | Dr. Joseph Keats                    |                                               |
| 2004 | Intern Academy                                 | Dr. Cyrill Kipp                     |                                               |
| 2007 | I Now Pronounce You Chuck & Larry              | Captain Phineas Tucker              |                                               |
| 2008 | War, Inc.                                      | Mr. Vice President                  |                                               |
| 2010 | Yogi Bear                                      | Yogi Bear                           | Vai lồng tiếng                                |
| 2012 | The Campaign                                   | Wade Motch                          |                                               |
| 2012 | The Ultimate Sacrifice                         | Người kể chuyện                     | Lồng tiếng Phim tài liệu                      |
| 2013 | Behind the Candelabra                          | Seymour Heller                      |                                               |
| 2014 | Legends of Oz: Dorothy's Return                | Scarecrow                           | Vai lồng tiếng                                |
| 2014 | Tammy                                          | Don                                 |                                               |
| 2014 | Get on Up                                      | Ben Bart                            |                                               |
| 2015 | Pixels                                         | 1982 Championship MC                | Khách mời                                     |
| 2016 | Ghostbusters                                   | Tài xế Taxi                         | Khách mời Kiêm vai trò nhà sản xuất điều hành |
| 2019 | Cleanin' Up the Town: Remembering Ghostbusters | Chính mình                          | Phim tài liệu                                 |
| 2021 | Biệt đội săn ma: Chuyển kiếp                   | Tiến sĩ Raymond Stantz              |                                               |
| 2024 | Biệt đội săn ma: Kỷ nguyên băng giá            | Tiến sĩ Raymond Stantz              |                                               |

### Phim truyền hình
| Năm          | Tên gọi                                  | Vai diễn                          | Chú thích                           |
| ------------ | ---------------------------------------- | --------------------------------- | ----------------------------------- |
| 1974         | The Gift of Winter                       | Goodly/Rotten/Maple               | Phim truyền hình ngắn; lồng tiếng   |
| 1975         | Coming Up Rosie                          | Purvis Bickle                     |                                     |
| 1975–79      | Saturday Night Live                      | Các vai khác nhau                 | 76 tập                              |
| 1976         | The Beach Boys: It's OK                  | Cop                               | Phim truyền hình; kiêm biên kịch    |
| 1978         | All You Need Is Cash                     | Brian Thigh                       | Phim truyền hình                    |
| 1986–91      | The Real Ghostbusters                    |                                   | Creator                             |
| 1990         | The Dave Thomas Comedy Show              | Various                           | Tập 1.2                             |
| 1990         | It's Garry Shandling's Show              | Boolie Shandling                  | Tập: "Driving Miss Garry"           |
| 1990         | The Earth Day Special                    | Vic's Buddy                       | Special                             |
| 1991         | Tales from the Crypt                     | Captain Mulligan                  | Tập: "Yellow"                       |
| 1994         | The Nanny                                | Repair Man                        | Tập: "Sunday in the Park with Fran" |
| 1995         | Kelsey Grammer Salutes Jack Benny        | Chính mình                        | Special                             |
| 1996–00      | Psi Factor: Chronicles of the Paranormal | Chính mình (chủ diễn)             | 88 tập                              |
| 1997         | The Arrow                                | Crawford Gordon                   | 4 tập; cũng là nhà tư vấn sáng tạo  |
| 1997         | Home Improvement                         | Rev. Mike Weber                   | Tập: "Losing My Religion"           |
| 1997–98      | Soul Man                                 | Rev. Mike Weber                   | 25 tập                              |
| 2000         | Normal, Ohio                             | Frank Wozniak                     | Tập: "He Always Gets His Man"       |
| 2001         | Earth vs. the Spider                     | Det. Insp. Jack Grillo            | Phim truyền hình                    |
| 2001         | History's Mysteries                      | Người kể chuyện (lồng tiếng)      | Tập: "The Children's Crusade"       |
| 2002–04 2009 | According to Jim                         | Danny Michalsky                   | 5 tập                               |
| 2006         | Living with Fran                         | Judge                             | Tập: "Going Crazy with Fran"        |
| 2009         | Family Guy                               | Chính mình (lồng tiếng)           | Tập: "Spies Reminiscent of Us"      |
| 2011         | The Defenders                            | Judge Max Hunter                  | 2 tập                               |
| 2012         | Happily Divorced                         | Harold                            | Tập: "Fran-alyze This"              |
| 2017–19      | Workin' Moms                             | Kate's Dad                        | 4 tập                               |
| 2019         | The Conners                              | Buddy                             | Episode: "The Preemie Monologues"   |
| 2020         | Hotel Paranormal                         | Người kể chuyện (lồng tiếng)      | Tất cả các tập                      |
| 2021         | The Simpsons                             | Postage Stamp Fellow (lồng tiếng) | Tập: "The Dad-Feelings Limited"     |

### Trò chơi điện tử
| Năm  | Tên gọi                      | Lồng tiếng | Chú thích        |
| ---- | ---------------------------- | ---------- | ---------------- |
| 2009 | Ghostbusters: The Video Game | Ray Stantz | Kiêm biên kịch   |
| 2010 | Yogi Bear: The Video Game    | Yogi Bear  |                  |
| 2015 | Lego Dimensions              | Ray Stantz | Lưu trữ âm thanh |
| 2019 | Planet Coaster               | Ray Stantz | [ 28 ]           |

### Khách mời dựSNL
| Năm                 | Tập            | Người dẫn chương trình / Khách mời âm nhạc | Vai                                                                                        |
| ------------------- | -------------- | ------------------------------------------ | ------------------------------------------------------------------------------------------ |
| 13 tháng 2 năm 1988 | Mùa 13, Tập 11 | Justine Bateman, Terence Trent D'Arby      | Bob Dole                                                                                   |
| 15 tháng 5 năm 1993 | Mùa 18, Tập 20 | Kevin Kline, Willie Nelson, Paul Simon     | Bob Dole                                                                                   |
| 25 tháng 3 năm 1995 | Mùa 20, Tập 16 | John Goodman, The Tragically Hip           | Bob Dole, Elwood Blues, Irwin Mainway, Tom Snyder, Rush Limbaugh, Robert Stack, Miner      |
| 7 tháng 2 năm 1998  | Mùa 23, Tập 14 | John Goodman, Paula Cole                   | Bob Dole, Elwood Blues, Irwin Mainway, Ernesto                                             |
| 26 tháng 9 năm 1998 | Mùa 24, Tập 01 | Cameron Diaz, The Smashing Pumpkins        | Yortuk Festrunk                                                                            |
| 3 tháng 11 năm 2001 | Mùa 27, Tập 04 | John Goodman, Ja Rule                      | Dr. Keith Vester, Elwood Blues, Leonard Pinth-Garnell                                      |
| 2 tháng 2 năm 2002  | Mùa 27, Tập 12 | Britney Spears                             | Mormon, Judge Lindenwell                                                                   |
| 8 tháng 3 năm 2003  | Mùa 28, Tập 14 | Queen Latifah, Ms. Dynamite                | Bob Dole                                                                                   |
| 17 tháng 5 năm 2003 | Mùa 28, Tập 20 | Dan Aykroyd, Beyoncé                       | Andrew Card, Patrick Fitzpatrick, Esteban Donnie "The Finger" Dabinski, Butch, Sam Elliott |
| 24 tháng 3 năm 2007 | Mùa 32, Tập 16 | Peyton Manning, Carrie Underwood           | Himself                                                                                    |
| 14 tháng 2 năm 2009 | Mùa 34, Tập 16 | Alec Baldwin, The Jonas Brothers           | John Boehner                                                                               |
| 9 tháng 3 năm 2013  | Mùa 38, Tập 16 | Justin Timberlake                          | Himself, Yortuk Festrunk                                                                   |
| 15 tháng 2 năm 2015 | Mùa 40         | 40th Anniversary Special                   | Super Bass-O-Matic 2150 Spokesperson, Elwood Blues                                         |